# 이승주 (성우)
이승주(1962년 2월 15일 ~ )는 대한민국의 성우 겸 배우이다. 1992년 KBS 23기로 입사했으며 한국방송 성우극회 소속.

## 주요 출연작품

### 애니메이션
- 인랑 (애니박스) - 한다 하지메

### 영화
- 007 문레이커 (KBS)
- 거장의 장례식 (KBS) - 경매가(류의위)
- 고인돌가족 플린스톤 2 (KBS)
- 동경공략 (KBS)
- 동창회 대소동 (KBS) - 매컬리스
- 러브 인 텍사스 (KBS)
- 르 지탕 (KBS) - 조셉
- 머큐리 (KBS)
- 무간도 (KBS) - 조직원(호화초)
- 밀레니엄 캅 (KBS) - 두목
- 백발마녀전 2 (KBS)
- 버추얼 웨폰 (KBS) - 강일홍의 동료(장찬생) / 경비원
- 벨파고 (KBS) - 멘진 (프랑수아 레방탈)
- 복수의 실락원 (KBS)
- 브리짓 존스의 일기 (KBS) - 톰 (제임스 칼리스)
- 비련의 신부 (KBS)
- 쉘 위 댄스 (KBS) - 카와이
- 시몬 (KBS) - 밀턴 (제이슨 슈왈츠먼)
- 시암 선셋 (KBS) - 에릭 (로버트 멘자이스)
- 심플 플랜 (KBS) - 벡스터 (게리 콜)
- 엑소시즘 (KBS)
- 영웅본색 2 (SBS) - 미국인(루이스 로스)
- 응징자 (KBS) - 모레티(브라이언 마샬)
- 자칼 (KBS) - 맥머피 (리햐르트 리네박)
- 저스트 프렌즈 (SBS)
- 제5원소 (SBS)
- 제로 톨러런스 (KBS)
- 차스키 차스키 (KBS) - 니콜라스 (요나스 카를손)
- 첩혈쌍웅 (KBS) - 방룡
- 캐스트 어웨이 (KBS) - 피터 (피터 서머)
- 브로큰 애로우 (SBS)
- 크로우 3 (KBS)
- 클라라의 결혼식 (KBS)
- 트리플 엑스 (KBS) - 키릴(베르너 다엔) / NSA 요원(스콧 워)
- 트위스터 (KBS) - 레빗(앨런 럭) / 로렌스(제러미 데이비스)
- 프로텍터 (KBS) - 베니
- 프린세스 다이어리 (KBS) - 로버트슨 (패트릭 리치우드)
- 피크닉 (KBS) - 경찰(돈 C. 하비)
- FBI 기동타격대 (SBS)